# Dasineura rhodophaga
Dasineura rhodophaga är en tvåvingeart som först beskrevs av Daniel William Coquillett 1900.  Dasineura rhodophaga ingår i släktet Dasineura och familjen gallmyggor. Inga underarter finns listade i Catalogue of Life.